# Delage Type U
Der Delage Type U war ein frühes Personenkraftwagenmodell der französischen Marke Delage. Der Hersteller bezeichnete es als Voiturette.

## Beschreibung
Die nationale Zulassungsbehörde prüfte das Fahrzeug mit der Nummer 956 und der Motorennummer 25420 und erteilte am 14. Januar 1910 die Genehmigung. Delage bot das Modell von 1910 bis 1911 an. Vorgänger war der Delage Type F. 
Ein Einzylindermotor von De Dion-Bouton trieb die Fahrzeuge an. Er hatte in der ersten Serie 100 mm Bohrung und 120 mm Hub. Das ergab 942 cm³ Hubraum. Der Motor war mit 5 Cheval fiscal eingestuft und leistete 8,5 PS. In der zweiten und dritten Serie wurde ein anderer Motor verwendet, der auch im De Dion-Bouton Type CP zum Einsatz kam. Er hatte 90 mm Bohrung, 150 mm Hub, 954 cm³ Hubraum, 5 CV und 9 PS Leistung.
Das Fahrgestell hatte 1200 mm Spurweite und 2250 mm Radstand. Angebotene Aufbauten waren ein zweisitziger Phaeton und ein viersitziger Doppelphaeton.

## Stückzahlen und überlebende Fahrzeuge
Es ist nicht bekannt, ob noch Fahrzeuge existieren.